# كيتلين فييرا
كيتلين فييرا (بالبرتغالية: Ketlen Vieira؛ مواليد 26 أغسطس 1991) هي مُقاتلة فنون قتالية مختلطة برازيلية.

## وصلات خارجية
- كيتلين فييرا على موقع يو إف سي (الإنجليزية)
- كيتلين فييرا على موقع شيردوغ (الإنجليزية)
- كيتلين فييرا على موقع Tapology.com (الإنجليزية)
- كيتلين فييرا على موقع IMDb (الإنجليزية)
- كيتلين فييرا على موقع قاعدة بيانات الفيلم (الإنجليزية)